# Xenylla schillei
Xenylla schillei is een springstaartensoort uit de familie van de Hypogastruridae. De wetenschappelijke naam van de soort is voor het eerst geldig gepubliceerd in 1903 door Börner.